# Junior Ajayi
Oluwafemi Ajayi ou Junior Ajayi (30 de janeiro de 1996) é um futebolista nigeriano que atua como atacante. Atualmente defende o Al-Ahly.

## Carreira
Junior Ajayi fez parte do elenco da Seleção Nigeriana de Futebol nas Olimpíadas de 2016.